# Still Life with Guitar
Still Life with Guitar is het achttiende album van de Britse progressieve rock musicus Kevin Ayers.

## Tracklist
1. Feeling This Way (Kevin Ayers)
2. Something Inbetween (Kevin Ayers / Mark Nevin)
3. Thank You Very Much (Kevin Ayers)
4. There Goes Johnny (Kevin Ayers)
5. Ghost Train (Kevin A / Ollie Halsall)
6. I Don't Depend On You (Kevin Ayers)
7. When Your Parents Go To Sleep (Kevin Ayers)
8. M16 (Kevin Ayers)
9. Don't Blame Them (Kevin Ayers)
10. Irene Goodnight (arrangement van Kevin Ayers)

## Bezetting
- Kevin Ayers: zang, gitaar

Met:
- Ollie Halsall gitaar
- Mike Oldfield gitaar
- Kevin Armstrong gitaar
- Mark Nevin gitaar
- Anthony Moore keyboard
- B.J. Cole steel gitaar
- Graham Henderson piano/orgel
- Simon Edwards basgitaar
- Rich Lee basgitaar
- Roy Dodds drums
- Steve Monti drums
- Gavin Harrison drums
- Simon Clarke orgel
- Ben Darlow achtergrondzang
- Stuart Bruce keyboard/achtergrondzang